# 페기 매케이
페기 매케이(Peggy McCay, 1927년 11월 3일 ~ 2018년 10월 7일)는 미국의 배우이다.